# Dióskál, Zala
Dióskál  este un sat în districtul Keszthely, județul Zala, Ungaria, având o populație de 482 de locuitori (2011). 

## Demografie
Componența etnică a satului Dióskál
     Maghiari (88,39%)
     Romi (6,92%)
     Germani (3,57%)
     Necunoscut (1,12%)
     Alții (1,12%)
Componența confesională a satului Dióskál
     Romano-catolici (65,77%)
     Fără religie (7,26%)
     Reformați (1,04%)
     Necunoscută (25,31%)
     Luterani (0,62%)
     Alte religii (1,04%)
Conform recensământului din 2011, satul Dióskál avea 482 de locuitori. Din punct de vedere etnic, majoritatea locuitorilor (88,39%) erau maghiari, existând și minorități de romi (6,92%) și germani (3,57%). Apartenența etnică nu este cunoscută în cazul a 1,12% din locuitori.  Din punct de vedere confesional, majoritatea locuitorilor (65,77%) erau romano-catolici, existând și minorități de persoane fără religie (7,26%) și reformați (1,04%). Pentru 25,31% din locuitori nu este cunoscută apartenența confesională.